# Penguin (nhân vật)
Penguin (tiếng Anh: The Penguin), tên thật là Oswald Chesterfield Cobblepot, là một nhân vật phản diện hư cấu trong loạt truyện tranh xuất bản bởi DC Comics. Nhân vật này được tạo ra bởi Bob Kane và Bill Finger và được ra mắt trong Detective Comics #58 (tháng 12 năm 1941). Penguin được miêu tả là một người đàn ông béo tròn và lùn với cái mũi nhọn, và là một trong những kẻ thù chính lâu năm của Batman.

## Tiểu sử
Penguin (tiếng Anh có nghĩa là chim cánh cụt) thường được biết đến là một tên tội phạm có tình yêu mãnh liệt với các loài chim. Lúc còn nhỏ, hắn luôn bị bắt nạt vì ngoại hình xấu xí của mình. Người bạn duy nhất lúc đó của Oswald là một chú chim của mẹ hắn nuôi. Do tình yêu mãnh liệt đối với chim chóc, Oswald quyết định theo ngành điểu học ở đại học. Có nhiều phiên bản kể về con đường trở thành tội phạm của hắn, ở bản gốc thì chủ yếu hắn muốn trở thành tội phạm với mục đích khoe mẽ và thể hiện. Hắn thích được gọi là "quý ông tội phạm" ("gentleman of crime") và thường ăn vận rất trang trọng như đội mũ chóp cao, đeo kính một mắt, mặc tuxedo. Đặc biệt chim cánh cụt luôn cầm theo một chiếc ô công nghệ cao làm vũ khí chiến đấu.
Đa phần các kẻ thù chính của Batman(người mồ côi) như Joker, Harley Quinn, Two-Face, hay Bane đều có những sự bất bình thường hay lệch lạc trong cách suy nghĩ thì chim cánh cụt lại khác, hắn hoàn toàn tỉnh táo và rất lý trí. Là một kẻ thông minh và gian xảo, hắn nhanh chóng leo lên trở thành thủ lĩnh của nhóm côn đồ lưu manh địa phương và bắt đầu xây dựng thế lực riêng cho mình ở Thành phố Gotham. Ngoài ra chim cánh cụt là một kẻ có khả năng ngoại giao rất tốt, biết cách ăn nói để những tên tội phạm đầu sỏ khác cùng hợp tác với hắn lật đổ "người mồ côi". Hắn là thành viên của các tổ chức tội phạm khét tiếng như Injustice League, Suicide Squad, và Secret Society of Super Villains.

## Ngoài truyện tranh
Ngoài truyện tranh, Penguin xuất hiện trong rất nhiều phim hoạt hình, phim điện ảnh, và game. Trong series phim truyền hình Batman năm 1960, Burgess Meredith là người thủ vai nhân vật này. Một phiên bản Penguin độc ác và đen tối hơn được thể hiện bởi Danny DeVito trong phim Batman Returns năm 1992.
Ngoài ra, Penguin còn có mặt trong series game nổi tiếng Batman: Arkham.

## Ảnh hưởng văn hóa
IGN xếp Penguin vị trí thứ 51 trong danh sách "Top 100 siêu tội phạm mọi thời đại trong thế giới truyện tranh" năm 2009 ("Top 100 Comic Book Villains of All Time").